# Visado electrónico/Autorización de viaje electrónica
Una visa electrónica (E-Visa) y una autorización electrónica de viaje (ETA) son permisos de viaje digitales comúnmente requeridos en conjunto con un pasaporte válido para ingresar a jurisdicciones específicas. Estos documentos de viaje electrónicos han cobrado importancia en la era moderna de la conectividad digital y los procesos de viaje simplificados.

## Contexto
A partir de la década de 2000, muchos países introdujeron visas electrónicas y autorizaciones electrónicas de viaje (ETAs) como una alternativa a las visas tradicionales. Una ETA es una especie de registro previo a la llegada, que puede o no ser oficialmente clasificado como una visa según la jurisdicción que la emite, y que se requiere para los viajeros extranjeros que están exentos de obtener una visa completa. A diferencia de los procedimientos que normalmente se aplican en relación con las visas convencionales, en los cuales el viajero generalmente no tiene recurso en caso de ser rechazado, si se rechaza una ETA, el viajero puede optar por solicitar una visa en su lugar. En contraste, una visa electrónica es simplemente una visa que los viajeros pueden solicitar y recibir en línea sin tener que visitar la misión consular o la agencia de visas del estado emisor.

## Diferencias entre eVisa y eTA
Las visas electrónicas (eVisa) y las autorizaciones electrónicas de viaje (eTA) son documentos de viaje digitales que permiten a los viajeros ingresar a países extranjeros. A pesar de sus similitudes aparentes, estas dos formas de autorización de viaje presentan diferencias notables:
- Es crucial aclarar que una Autorización Electrónica de Viaje (eTA) no debe confundirse con una visa tradicional. Estos documentos cumplen propósitos distintos y tienen criterios de elegibilidad variables.
- Las eTAs no son legalmente un tipo de visa, y generalmente están limitadas a viajeros provenientes de países que han establecido un Programa de Exención de Visa con el país de destino, mientras que las eVisas suelen estar disponibles para un espectro más amplio de países y territorios. Los viajeros aún pueden solicitar una visa si se rechaza una eTA.

### Límite y validez
- Las diferencias entre las eVisas y las eTAs se extienden a la duración de su validez y las restricciones que imponen en los viajes.
- Las eVisas suelen tener un período de validez que varía de 30 a 60 días, lo que las hace adecuadas para visitas relativamente cortas.
- Por otro lado, las eTAs a menudo se otorgan con períodos de validez más largos, lo que permite una mayor flexibilidad para planificar múltiples visitas a lo largo del tiempo.

### Múltiples entradas
- Otra distinción fundamental radica en el número de entradas permitidas por estos documentos de viaje.
- Las eTAs a menudo permiten a los viajeros realizar múltiples entradas al país de destino durante el período de validez del documento, lo que satisface las necesidades de aquellos que viajan de forma recurrente.
- Por otro lado, las eVisas están diseñadas convencionalmente para un solo uso de entrada, lo que significa que los viajeros solo pueden ingresar al país una vez durante la validez de la visa.

## Uso

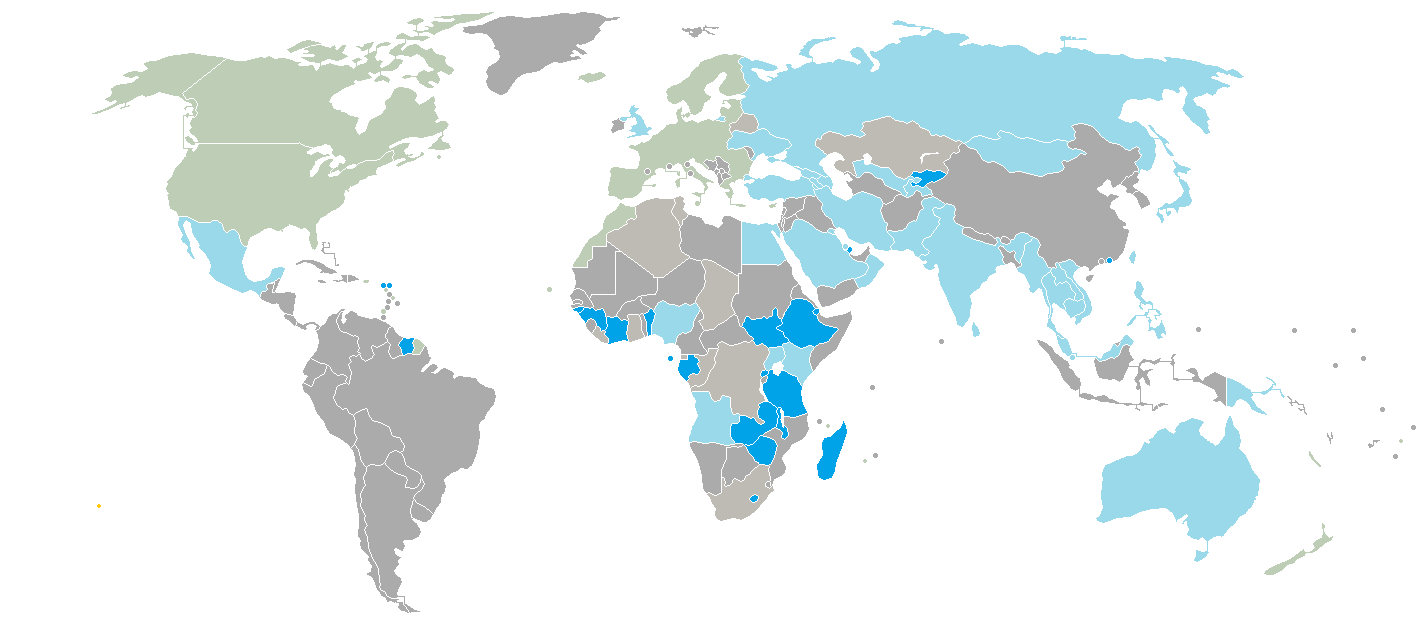
Visados electrónicos/ETAs
Países que otorgan visas electrónicas/ETAs de forma universal
Países que otorgan visas electrónicas/ETAs para nacionalidades seleccionadas
Países que exigen el registro electrónico de la mayoría de los visitantes exentos de visa (excluyendo el eVisitor australiano)
Países que planean introducir eVisas en el futuro

Las siguientes jurisdicciones requieren que ciertas 
categorías de viajeros internacionales tengan una ETA o una visa electrónica para pasar los controles fronterizos a su llegada:
- Australia: Australia administra dos categorías distintas de ETA. El esquema de la Autoridad de Viaje Electrónico está disponible para ciudadanos de varios países de América del Norte y Asia, mientras que el esquema de eVisitor proporciona una facilidad similar para los nacionales de la Unión Europea y el Espacio Económico Europeo.
  - Autoridad de Viaje Electrónica: El desarrollo del sistema de Autoridad de Viaje Electrónico comenzó en enero de 1996. Se implementó por primera vez en Singapur de manera experimental el 11 de septiembre de 1996, para titulares de pasaportes singapurenses y estadounidenses que viajaban en Qantas y Singapore Airlines. La implementación de las solicitudes en línea comenzó en junio de 2001.[2][3] La ETA actual entró en vigencia el 23 de marzo de 2013, reemplazando a las ETAs antiguas (subclases 976, 977 y 956) y ofreciendo una autorización única tanto para fines turísticos como comerciales. La ETA permite al titular visitar Australia un número ilimitado de veces, hasta 3 meses por visita, en un período de 12 meses, ya sea por turismo o negocios. No hay ningún cargo de solicitud de visa, pero se aplica un cargo de servicio de AU$20 para las solicitudes en línea. En el momento del viaje a Australia, todos los titulares de una ETA deben estar libres de tuberculosis y no deben tener condenas penales por las que la pena o penas (ya sean cumplidas o no) sumen 12 meses o más. Actualmente, la ETA está disponible para titulares de pasaportes de algunas jurisdicciones en Asia y América del Norte.
  - Programa eVisitor: El esquema eVisitor se estableció para crear un acuerdo de viaje de corta estadía recíproco para los nacionales de Australia y la Unión Europea, manteniendo al mismo tiempo el sistema de visas universal de Australia. En esencia, mientras que los nacionales de la Unión Europea y el Espacio Económico Europeo teóricamente aún reciben visas, la carga que representa el sistema es tan mínima como para satisfacer el requisito de reciprocidad de visas de la UE por parte de los estados cuyos nacionales tienen acceso gratuito a la zona Schengen. El eVisitor está disponible para ciudadanos de los 27 Estados miembros de la Unión Europea y 9 otros países. El eVisitor se emite de forma gratuita y permite al titular visitar Australia un número ilimitado de veces, hasta 3 meses por visita, en un período de 12 meses, ya sea por turismo o negocios. En el momento del viaje a Australia, todos los titulares de un eVisitor deben estar libres de tuberculosis y no deben tener condenas penales por las que la pena o penas (ya sean cumplidas o no) sumen 12 meses o más.[4] Los titulares de la mayoría de las jurisdicciones de Europa Occidental son elegibles para ingresar a Australia bajo el programa eVisitor.
- Comunidad del África Oriental: A partir de febrero de 2014, Kenia, Ruanda y Uganda emiten una Visa Turística del África Oriental. La visa cuesta 100 USD y no tiene restricciones de nacionalidad. Es una visa múltiple de 90 días no prorrogable que debe ser utilizada por primera vez para ingresar al país que la emitió.[5]
- Hong Kong: Los nacionales de la India y los nacionales de Taiwán de las áreas administradas por la República de China como viajes internacionales formales no requieren visa para ingresar a Hong Kong, pero deben solicitar un registro previo a la llegada (PAR) antes de la llegada. Si no tienen éxito, los viajeros indios pueden solicitar una visa en su lugar. Las personas taiwanesas son elegibles solo si nacieron en Taiwán o ingresaron a Hong Kong como ciudadanos de la República de China antes; de lo contrario, deben solicitar un permiso de entrada (una visa de facto) para ingresar a Hong Kong utilizando su pasaporte de la República de China. También pueden ingresar a Hong Kong con un Permiso de Viaje Continental para Residentes de Taiwán emitido por las autoridades chinas continentales sin necesidad de un permiso adicional.
- India: India permite a los nacionales de la mayoría de las jurisdicciones pasar los controles fronterizos utilizando una e-visa. Los viajeros que tienen una e-visa deben llegar a través de 26 aeropuertos designados o 3 puertos marítimos designados.
- Kenia: A partir del 1 de enero de 2021, Kenia emite exclusivamente e-visas y las visas físicas ya no están disponibles.
- Nueva Zelanda: Nueva Zelanda ha requerido que los viajeros exentos de visa (excepto ciudadanos de Australia, miembros de una fuerza visitante o personas asociadas a un programa científico o expedición en la Antártida patrocinado por un país parte del Tratado Antártico) obtengan una Autorización de Viaje Electrónico (NZeTA) desde el 1 de octubre de 2019.
- Canadá: Los viajeros de países exentos de visa que ingresan a Canadá por aire, excepto los ciudadanos estadounidenses (incluidos los que tienen y los que no tienen ciudadanía completa), los ciudadanos franceses que llegan desde Saint Pierre y Miquelon y los titulares de tarjetas de Residencia Permanente de Estados Unidos, deben obtener una ETA antes de la llegada, pero no si llegan por tierra o mar. Los viajeros de otros 14 países que normalmente requieren una visa para ingresar a Canadá pueden solicitar una ETA para ingresar por aire si han tenido una visa canadiense en los últimos 10 años antes de la solicitud o si tienen una visa no inmigrante válida de Estados Unidos. Estos viajeros aún deben tener una visa canadiense válida para ingresar por tierra o mar.
- Estados Unidos: Los viajeros bajo el Programa de Exención de Visa deben obtener permiso a través del Sistema Electrónico para la Autorización de Viaje (ESTA) si llegan a América por cualquier medio de transporte a partir de 2023. Los viajeros que usan un pasaporte emitido por el Gobierno de Bermudas a un Ciudadano de Territorios Británicos de Ultramar, que ingresan como ciudadanos canadienses o que ingresan bajo otros acuerdos de exención de visa (como el Compacto de Libre Asociación) no están obligados a tener una autorización ESTA.
- Pakistán: Los visitantes de varias jurisdicciones pueden ingresar a Pakistán para turismo sin obtener una visa con anticipación, siempre que tengan una ETA.
- Corea del Sur: Los visitantes elegibles exentos de visa deben obtener una Autorización Electrónica de Viaje a Corea (K-ETA).
- Sri Lanka: Los viajeros a Sri Lanka deben obtener una ETA antes de obtener una visa a la llegada en el puerto de entrada, excepto para algunos países donde la ETA está exenta, y para algunos países donde se debe obtener una visa con anticipación. Los ciudadanos de India, Pakistán y otros países en la parte noroeste de Asia reciben ETAs con descuento.[6]
- Catar: A partir del 27 de septiembre de 2017, los ciudadanos de todas las nacionalidades que posean permisos de residencia o visas válidas de Australia, Canadá, Nueva Zelanda, los países del espacio Schengen, el Reino Unido, los Estados Unidos de América o los países del Consejo de Cooperación del Golfo pueden obtener una ETA por hasta 30 días. La visa se puede extender en línea por 30 días adicionales. Catar introdujo un sistema de e-visa el 23 de junio de 2017. Todos los países, excepto Egipto, Israel, Kosovo y Palestina, que no califican para una visa a la llegada o entrada sin visa, pueden solicitar una visa de turista en línea a través del sistema eVisa.[7] Las visas se emiten dentro de cuatro días laborables si se presentan todos los documentos y son válidas para una estadía de hasta 30 días en Catar.
- Reino Unido: Los ciudadanos de Kuwait, Omán, Catar y los Emiratos Árabes Unidos pueden obtener una Exención de Visa Electrónica, o EVW, en línea para ingresar al Reino Unido. El proyecto de ley de Nacionalidad y Fronteras, que se encuentra en el parlamento en la primavera de 2022, incluye una propuesta para introducir el sistema de Autorización Electrónica de Viaje para todos los ciudadanos no británicos ni irlandeses.[8]

## Introducción en el futuro
Las autoridades de Bielorrusia, Chad, República del Congo, República Democrática del Congo, Guinea Ecuatorial, Ghana, Kazajistán, Liberia, Sudáfrica y Túnez han anunciado planes para introducir visas electrónicas o autorizaciones de viaje electrónicas en el futuro.
- La Unión Europea tiene planeado introducir el Sistema Europeo de Información y Autorización de Viaje (ETIAS) para nacionales exentos de visa que tengan la intención de viajar a la Unión Europea o al espacio Schengen (incluyendo países de la AELC) a partir de 2024. Para los nacionales no exentos de visa, la UE planea introducir un sistema unificado de visa digital a partir de 2026.[19]